# Kurort

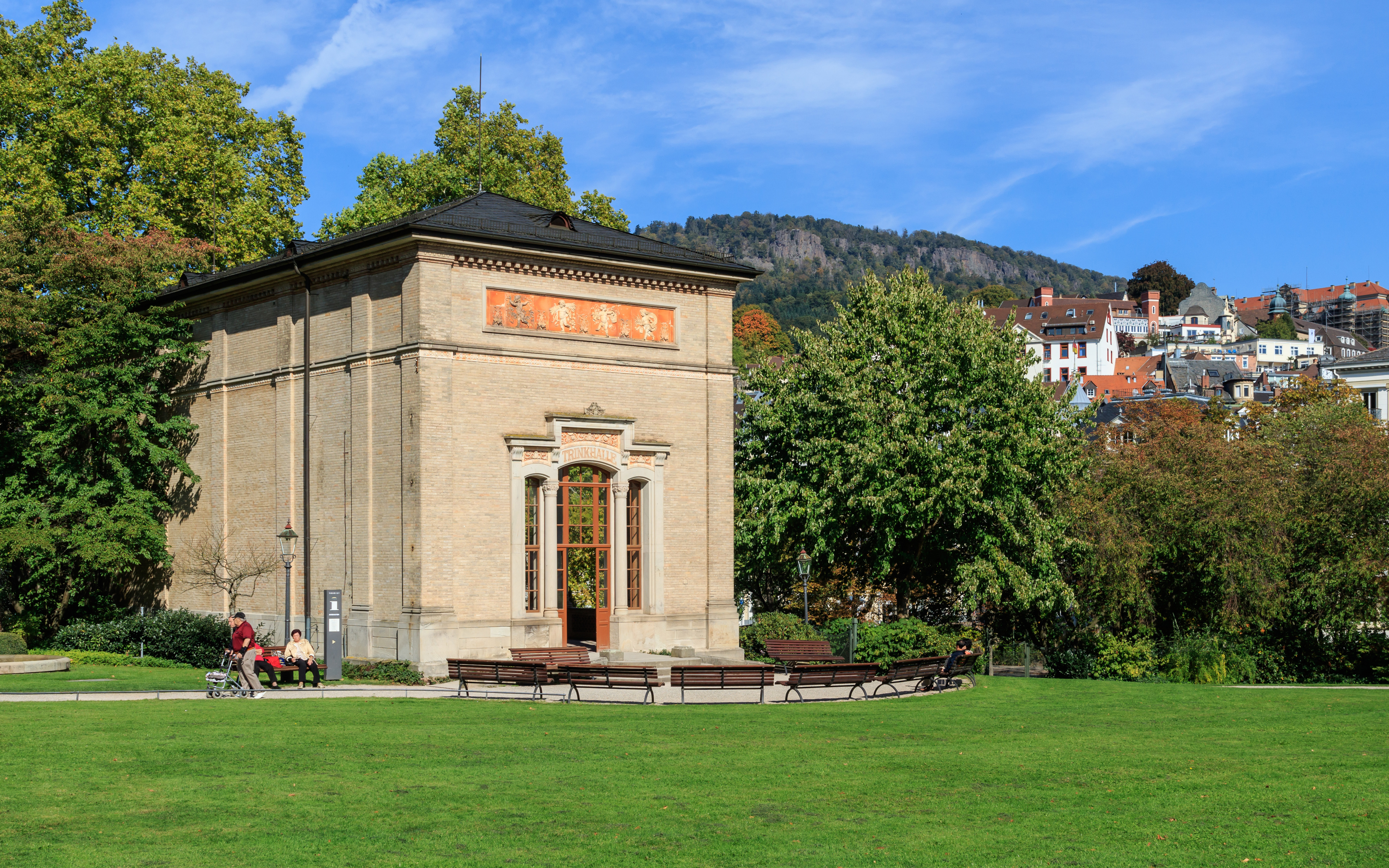
Kurhus i Baden-Baden.

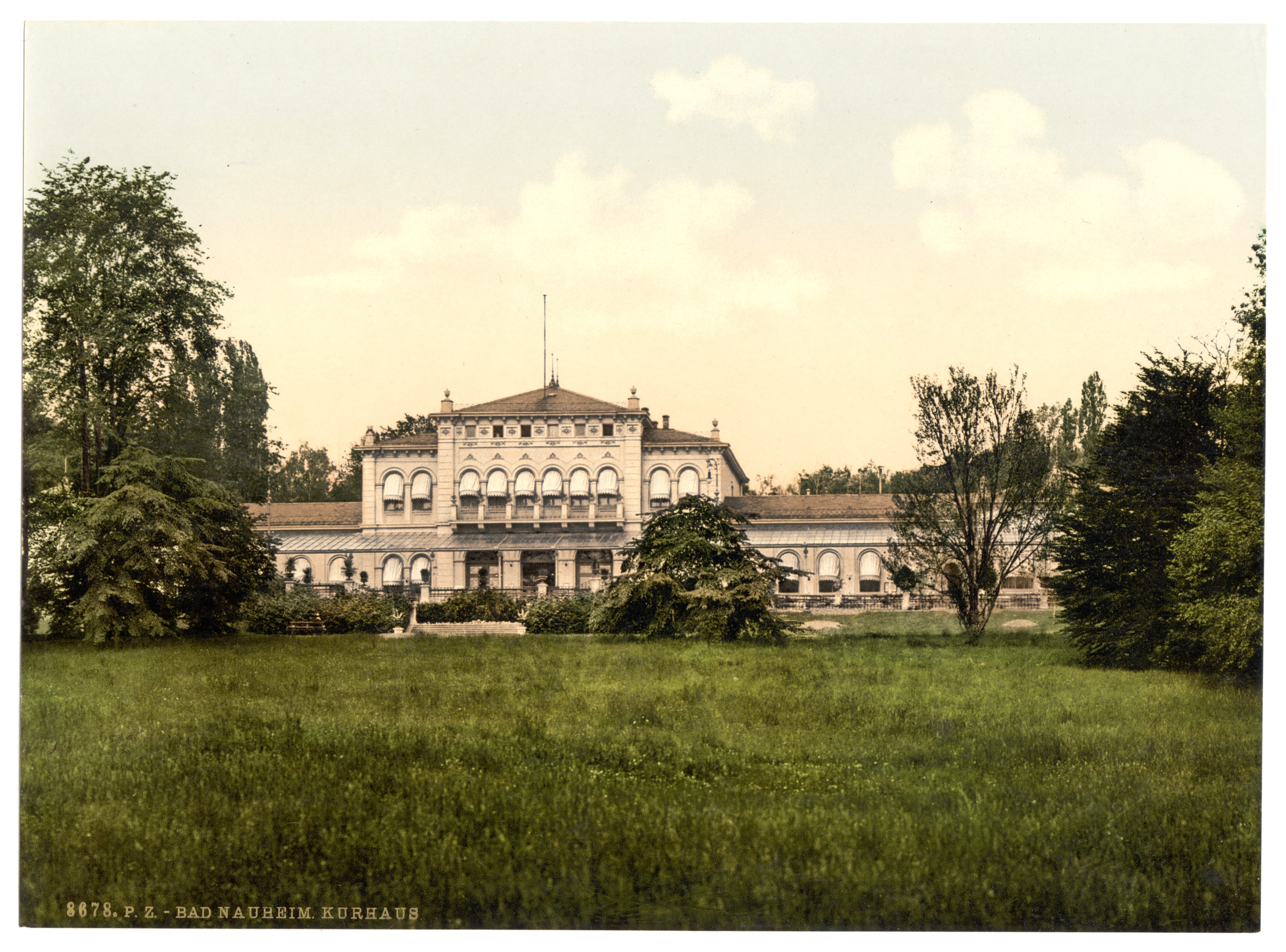
Kurhus i Bad Nauheim.

Kurort är en plats för behandling av vissa sjukdomar eller för möten, avkoppling och rekreation. En kurort kan ha anslutning till en badplats eller ligga i en trakt med lämpligt klimat för sjuk- och hälsovård. Förr ingick ofta brunnsdrickning i en kurortsvistelse.
Ordet kurort har funnits på svenska sedan 1840 enligt Svenska Akademiens ordbok och är sammansatt av orden ’kur’ ("vård, läkarvård, eg.: omsorg", ursprungligen av latinska ordet ’cura’) och svenska ’ort’ ("plats, ställe").

## Exempel på kurorter
- Baden-Baden, Tyskland
- Bad Harzburg, Tyskland
- Bad Nauheim, Tyskland
- Bad Saarow, Brandenburg, Tyskland
- Wiesbaden, Tyskland
- Bath, England
- Royal Leamington Spa, England
- Biarritz, Frankrike
- Jalta, Ukraina/Ryssland
- Pärnu, Estland
- Spa, Belgien
- Karlovy Vary (tidigare Karlsbad)
- Bílina (tidigare Bilin)
- Teplice (tidigare Teplitz)
- Leysin, Schweiz

## Kurorter i Sverige
- Drabo hälsobrunn
- Gustafsberg
- Hjo vattenkuranstalt
- Holsby brunn
- Loka brunn
- Lysekils badinrättning
- Medevi brunn
- Mössebergs kurort
- Nybro
- Ramlösa hälsobrunn
- Ronneby brunn
- Skagersbrunn
- Stene brunn[2]
- Sätra brunn
- Söderköping
- Södertelge Kallvattenkurinrättning
- Tranås kuranstalt
- Tyringe badanstalt och sanatorium
- Varberg
- Visby vattenkuranstalt
- Örserumsbrunn